# 金華貓
金華貓，是在中国浙江省金华地区传说中的妖怪，

## 记载
据《猫苑·灵异》（引自《坚瓠集》）和明朝文献《说听》记载，部分猫养超过三年后，就回晚上爬到屋顶上，然后朝月亮张开嘴巴吸收月亮的精气。充分吸收月亮精华后，就会变猫妖危害人类。它回在晚上去人们居住的地方，会变成美男子或美少女诱惑人。且金华猫会在人类的饮用水里小便，喝到就会生病。
南宋·洪迈《夷坚志丁》记载，临安女子被金华猫变的少年魅惑，且金华猫别称「猫魈」。
清·纳兰性德的《渌水亭杂识》记载，金华地区的人家，禁止养纯白的猫，因为会在晚上蹲在屋顶，吸取月光然后成精后会为患。
清·袁枚的《续子不语》也有记载。